# Elland Road
Elland Road er Leeds Uniteds hjemmebane. Stadionet er det 13. største i England. Træningsanlæggene omkring Elland Road har topfaciliteter og en fodboldskole. 
- Wikimedia Commons har flere filer relateret til Elland Road

| Sport | Spire Denne artikel om sport er en spire som bør udbygges. Du er velkommen til at hjælpe Wikipedia ved at udvide den. |